# Saint-Nicolas-aux-Bois
Saint-Nicolas-aux-Bois ist eine französische Gemeinde mit 116 Einwohnern (Stand 1. Januar 2022) im Département Aisne in der Region Hauts-de-France (vor 2016 Picardie). Sie gehört zum Arrondissement Laon, zum Kanton Tergnier und zum Gemeindeverband Chauny-Tergnier-La Fère.

## Geografie
Die Gemeinde Saint-Nicolas-aux-Bois liegt 17 Kilometer westlich von Laon. Umgeben wird Saint-Nicolas-aux-Bois von den Nachbargemeinden Saint-Gobain im Süden, Westen und Norden, Fourdrain im Nordosten und Osten, Brie im Osten sowie Crépy im Südosten.

## Geschichte
Zur Zeit der Französischen Revolution führte der Ort den Namen La Vallée-aux-Bois.

## Bevölkerungsentwicklung
| Jahr                       | 1962 | 1968 | 1975 | 1982 | 1990 | 1999 | 2006 | 2013 | 2022 |
| Einwohner                  | 87   | 109  | 93   | 107  | 111  | 93   | 104  | 114  | 116  |
| Quellen: Cassini und INSEE |      |      |      |      |      |      |      |      |      |

## Sehenswürdigkeiten
- Ehemalige Benediktinerabtei aus dem 15. Jahrhundert, seit 1927 in Teilen als Monument historique eingeschrieben[1]
- Croix Cesine aus dem 13. Jahrhundert, seit 1928 als Monument historique eingeschrieben[2]
- Das Tortoir ist ein befestigtes Priorat von Benediktinermönchen, das sich auf dem Gebiet von Saint-Nicolas-aux-Bois im Wald von Saint-Gobain befindet. Das Gebäude ist seit dem 1. August 1912 als Monument historique klassifiziert.[3]

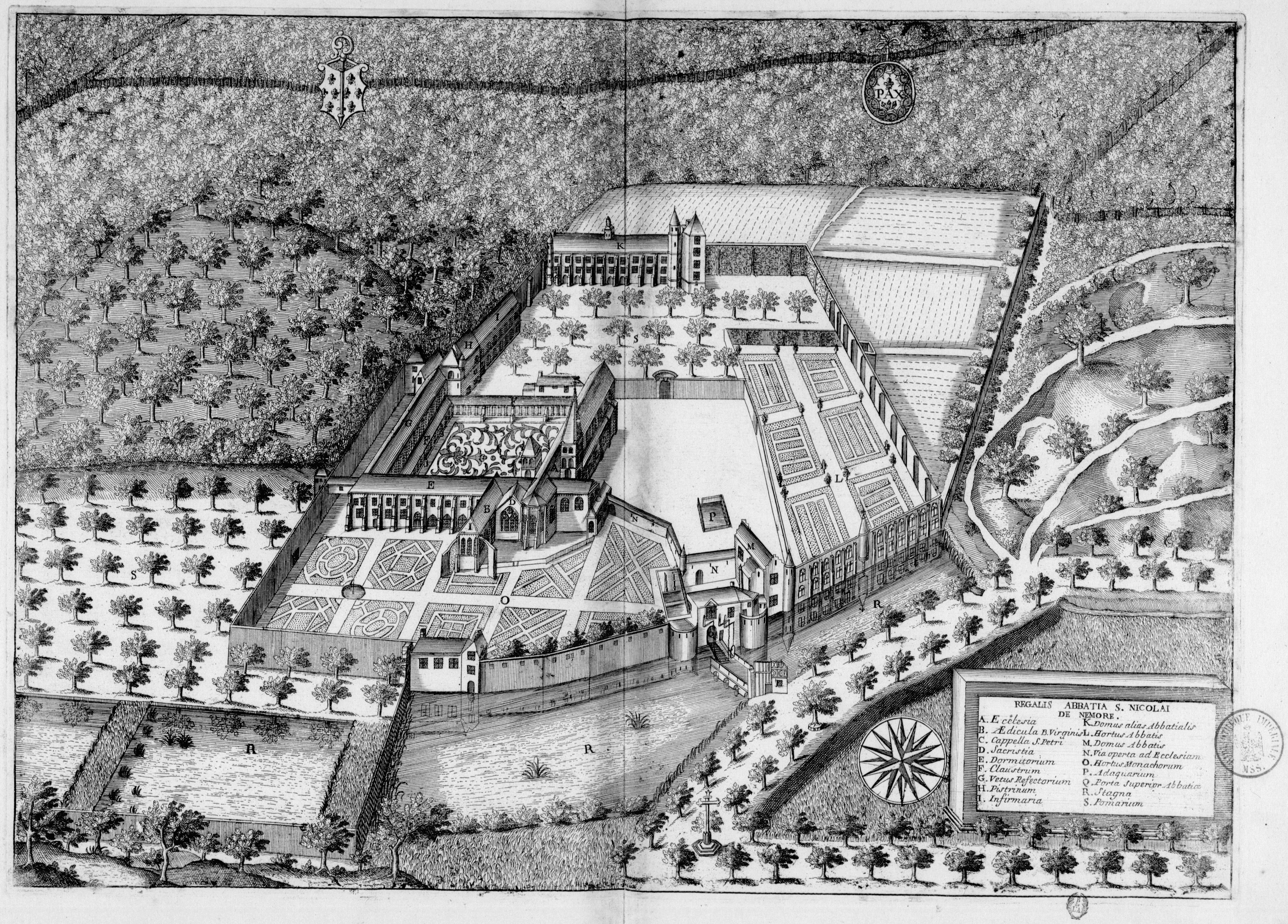
Alte Benediktinerabtei
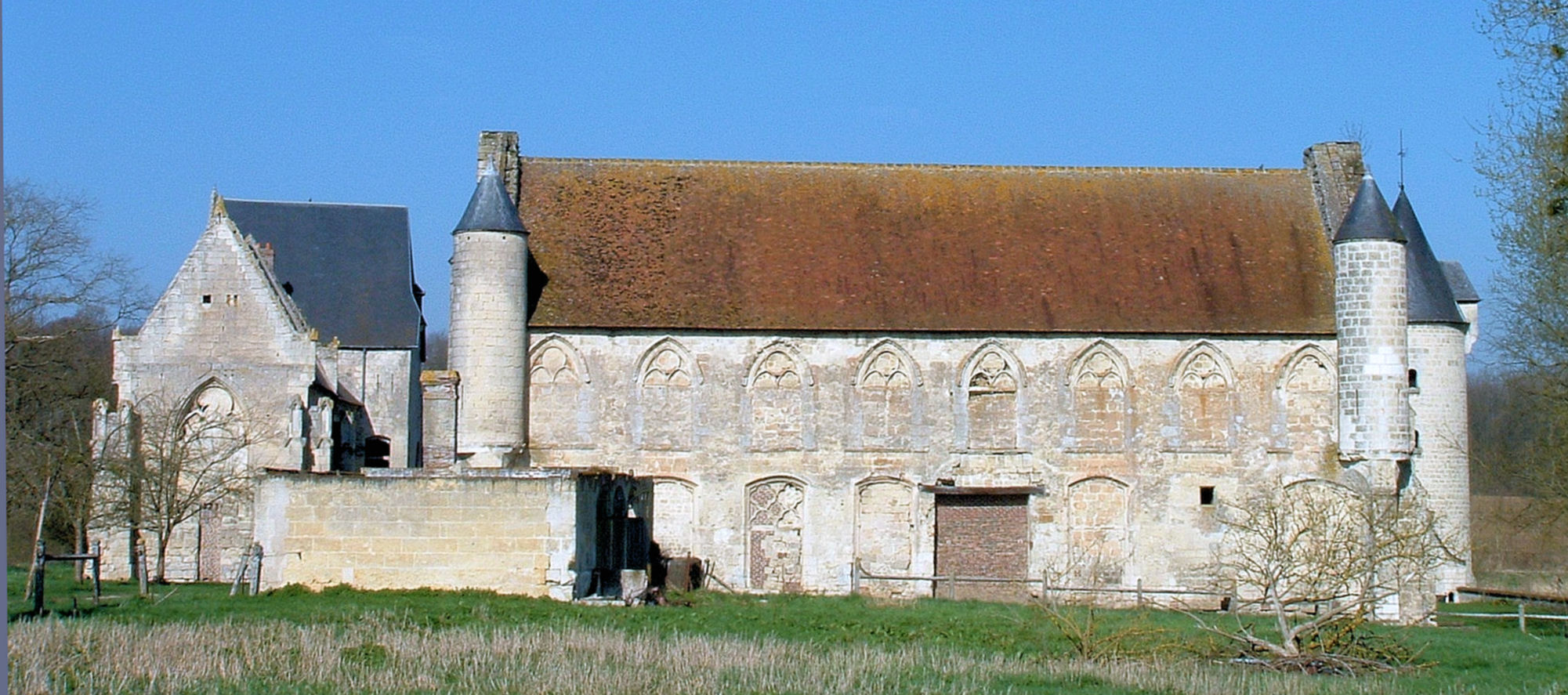
Tortoir von Saint-Nicolas-aux-Bois